# Blankenberg (Mecklenburg)
|  | Per a altres significats, vegeu «Blankenberge». |

Blankenberg (en baix alemany Blankenbarg) és un municipi del districte de Ludwigslust-Parchim de l'estat de Mecklemburg-Pomerània Occidental a Alemanya.
El 2011 tenia 428 habitants sobre una superfície de 21,33 km².

## Llocs d'interès

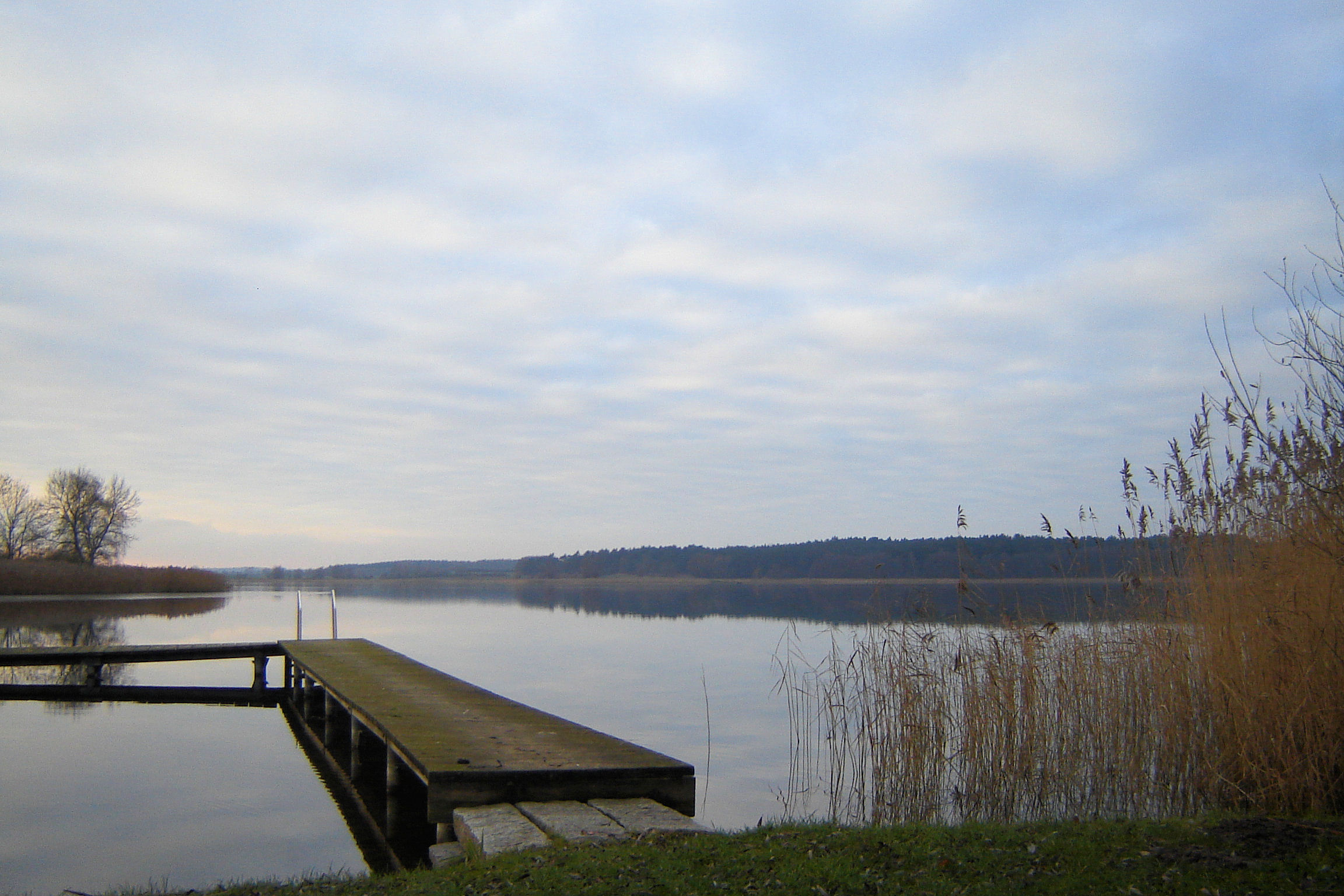
El llac Tempziner See

- Tempziner See